# Phi đội gà bay
Phi đội gà bay (tựa gốc tiếng Anh: Chicken Run) là một bộ phim hoạt hình được sản xuất ở xưởng phim Aardman Animations năm 2000 (xưởng phim này đã sản xuất loạt phim hoạt hình ngắn đã được giải Oscar như phim Wallace and Gromit). Trong tiếng Anh, cụm từ Chicken Run còn có nghĩa là "trại gà".
Chicken Run kể về một câu truyện hài hước về một đàn gà tìm cách trốn thoát khỏi trang trại chăn nuôi do ông Tweedy và bà vợ độc đoán của ông ta trông coi, trước khi họ biến những con gà này thành nhân bánh bao. Bộ phim là sự kính trọng đối với những bộ phim về nhà tù thời Chiến tranh thế giới thứ hai được sản xuất trong những năm của thập kỷ 1950 và 1960 (đặc biệt là các phim The Great Escape, Stalag 17 và Escape of the Birdmen), nhưng nó cũng bóng gió nhắc đến các phim khác như Trái tim dũng cảm (Braveheart), Indiana Jones và Star Trek. (Có thể là khá mỉa mai, Stalag 17 và 3 bộ phim hay phim dài tập kể sau đều được phát hành bởi hãng Paramount Pictures, hiện nay là một hãng cùng công ty mẹ (sister studio) với DreamWorks sau khi Viacom mua DreamWorks vào năm 2005).
Những nhân vật chính của phim là Ginger (do Julia Sawalha lồng tiếng), một ả gà mái có niềm tin tuyệt đối rằng loài gà có thể bay ra khỏi lồng nếu được luyện tập chăm chỉ, và Rocky Rhodes (do Mel Gibson lồng tiếng), một anh gà trống mà Ginger tin rằng anh chàng biết bay, và anh chàng này đã giữ bí mật về chuyến bay không có thật của mình. Bà Tweedy (do Miranda Richardson lồng tiếng) là bà chủ trại tham lam, hung ác, sự bực tức của bà về lợi nhuận thấp thu được từ những quả trứng gà đã làm cho bà ta dự định biến trang trại nuôi gà của mình thành nhà máy sản xuất bánh bao nhân thịt gà (chicken pie).
Bộ phim đã thành công đối với cả khán giả nhỏ tuổi và người lớn. Bộ phim cũng đã cho thấy Peter Lord và Nick Park có khả năng đương đầu với những thách thức về kịch bản và kỹ thuật của một bộ phim dài (feature film).

## Tóm tắt nội dung
Một trang trại nuôi gà giống như một nhà tù ở Anh. Hằng ngày, người chủ trang trại đến lấy những quả trứng gà vừa đẻ, còn bà vợ đáng sợ thì kiểm tra trứng. Ginger là một con gà mái đã nhiều lần tìm cách trốn thoát nhưng đều bị thất bại. Một con gà có tên là Edwina không đẻ quả trứng nào trong một tuần liền và đã bị mang ra khỏi chuồng. Ginger đã lén theo dõi xem truyện gì xảy ra và thấy bà Tweedy cầm một cái rìu và cắt cổ con gà mái đó.
Ginger lại chuẩn bị một kế hoạch mới cho việc trốn thoát. Bên trong ngôi nhà, những con người đang ăn thịt Edwina, và bà Tweedy rất bực tức khi đếm số lượng trứng và muốn tìm một cách mới để kiếm tiền. Bà ta đọc được mẩu quảng cáo về một cái máy lớn làm nhân bánh, với khẩu hiệu "I'M RICH!" (Tôi giàu rồi). Bên ngoài, có một tiếng gió thổi mạnh và một con gà trống bay ngang qua hàng rào, đâm sầm vào lán gà. Anh chàng gà trống này đã giới thiệu mình tên là Rocky Rhodes, một "người lang thang tự do và cô độc" đến từ Mỹ. Ginger đề nghị anh ta dạy cho mọi người cách bay...
Ngày tiếp theo, cuộc luyện tập bắt đầu một cách kỳ dị vì Rocky có vẻ như không hiểu được những việc mình đang làm. Thậm chí, cho đến ngày kết thúc thì không có con gà nào có thể nhấc mình lên trên không được. Một xe tải lớn chuyên chở các sản phẩm từ thịt gà xuất hiện và để lại một số lượng lớn các thiết bị. Bà Tweedy giải thích cho ông chồng ý định của mình và trang trại bây giờ chính thức trở thành nhà máy sản xuất tự động. Ginger cho Rocky biết về tương lai xám xịt mới của đàn gà và yêu cầu việc học bay cần phải được gấp rút hoàn thành và đe dọa tiết lộ sự có mặt của anh ta cho những người chủ trại.
Hôm sau, bà Tweedy đã kiểm tra những con gà và cho chúng ăn gấp đôi lượng thức ăn. Ginger ngăn chặn, không cho đàn gà ăn và nói với chúng rằng những người chủ trại đang làm cho chúng béo lên và sẽ giết tất cả chúng với một nhát dao. Để chống lại việc tăng cân, Rocky đã mang đến một cái đài và bật lên để lũ gà nhảy theo nhạc. Trong khi nhảy thì dải băng của Rocky rơi ra và Ginger hăng hái loan báo rằng anh ta cuối cùng sẽ có thể chỉ cho họ cách bay như thế nào vào ngày mai. Ở bên ngoài, cái máy làm nhân bánh đã được lắp đặt xong và ông Tweedy mang Ginger đến như là nạn nhân đầu tiên và Rocky đã xông tới cứu cô ra và phá cái máy làm bánh. Fowler đưa cho anh ta cái mề đay RAF và xin lỗi vì đã nghi ngờ anh....

## Thông tin bên lề
- Nội dung phim Phi đội gà bay hơi giống truyện Animal Farm (Trang trại gia súc) của George Orwell và tập phim The Great Escape về Chiến tranh thế giới thứ hai.
- Những con chó bà Tweedy nuôi để trông coi đàn gà có thể được dựng theo những con chó của Miranda Richardson, người đã diễn xuất nhân vật này.
- Nhịp bước theo tiếng sáo kazoo đã trở nên thông dụng với các nhóm nhạc tại các trường trung học.
- Trò chơi điện tử "Phi đội gà bay" đã được phát hành cho các thiết bị chơi điện tử như Sega Dreamcast, Game Boy Color, máy tính cá nhân và Sony PlayStation.
- Cảnh Rocky và Ginger bị giữ lại bên trong máy làm nhân bánh của bà Tweedy và gặp rất nhiều nguy hiểm là bắt chước sự nguy hiểm bên cạnh các vực sâu và sau đó là sự trốn thoát trong loạt phim Indiana Jones.
- Khi Rocky được hỏi thăm về quê hương, anh bắt đầu bằng câu nói "Oh, a little place I like to call the Land of the Free, and the Home of the Brave..." (Ồ, là một nơi nhỏ bé mà tôi muốn gọi là mảnh đất của tự do và là ngôi nhà của sự dũng cảm...), và Mac đã trả lời "Scotland!", chính là câu nói liên quan đến bộ phim mà Mel Gibson đã đóng, phim Braveheart (Trái tim dũng cảm).
- Đã có ủng hộ lớn cho sự đề cử "Phi đội gà bay" giành giải Oscar cho phim hay nhất trong năm, theo kiểu Beauty and the Beast (1991) (Người đẹp và ác thú). Sự thất bại trong việc giành được đề cử đã dẫn đến sự thành lập một giải Oscar cho phim hoạt hình hay nhất trong nằm vào ngay năm sau, và Shrek (cũng do DreamWorks sản xuất) đã đoạt giải này trong năm đó.
- Tiêu đề trong áp phích quảng cáo cho phim, "C:R-1", là sự bắt chước của tiêu đề "M:I-2" của phim Mission: Impossible II (Nhiệm vụ bất khả thi 2).
- Phim "Phi đội gà bay" đã đứng thứ 59 trong số 100 phim hoạt hình hay nhất.